# All I Want for Christmas Is You (singel Månsa Zelmerlöwa)
"All I Want for Christmas Is You" – piąty singel Månsa Zelmerlöwa, wykonany przy współpracy szwedzkiej piosenkarki Agnes Carlsson, autorami tekstu są Mariah Carey oraz Walter Afanasieff. Wydano go w grudniu 2007 roku. Jest to cover utworu "All I Want for Christmas Is You" z 1994 roku wykonanego przez Mariah Carey.
Singel był notowany przez siedem tygodni na oficjalnej szwedzkiej liście przebojów Top 60 Singles, osiągnął trzecią pozycję. Na europejskim notowaniu był on notowany przez tydzień na dziewięćdziesiątym dziewiątym miejscu.

## Notowania na listach przebojów
| Kraj/Region | Lista (2007/2008/2009/2010) | Najwyższa pozycja |
| ----------- | --------------------------- | ----------------- |
| Szwecja     | Top 60 Singles              | 3                 |